# Nektarios von Jerusalem
Nektarios (* 1602 auf Kreta; † 14. Juli 1676 in Jerusalem) war orthodoxer Mönch und Patriarch von Jerusalem.
Er erfuhr seine Ausbildung im Katharinenkloster auf dem Sinai und wurde dort Mönch. Später studierte in Athen bei Theophilos Korydalleus und wurde um 1660 in Abwesenheit zum Abt und Bischof des Sinaiklosters gewählt. Bevor er dieses Amt antreten konnte, erfuhr er von seiner Wahl zum Patriarchen von Jerusalem. Seine Weihe und Inthronisation erfolgten im April 1661. Bald amtsmüde, trat er 1668 zugunsten seines Nachfolger Dositheos II. zurück. Er verblieb in Jerusalem und wirkte 1672 an der Synode von Jerusalem mit. Er beteiligte sich daran, den russischen Patriarchen Nikon wegen dessen Position im Streit um den Rang von Zar und Patriarch zu verurteilen. Die protestantische oder als solche verdächtigte Eucharistielehre des Patriarchen Kyrillos Loukaris von Konstantinopel lehnte er entschieden ab.